# لیچین دول
لیچین دول (به صربی: Ličin Dol) یک منطقهٔ مسکونی در صربستان است که در لسکواس واقع شده‌است. لیچین دول ۱۳۹ نفر جمعیت دارد.